# Camp de concentration de Senftenberg
Le camp de concentration de Senftenberg (KZ Senftenberg en abrégé) situé à Senftenberg, est l'un des premiers camps de concentration nazi créé.

## Histoire
Le camp est construit dans l'ancien gymnase de l'école. Lorsque le camp est aménagé, une vague d'arrestation est programmée, 265 personnes se font arrêter. Les prisonniers sont pour la plupart des communistes ou des sociaux-démocrates provenant de Senftenberg ou des environs. Au milieu du mois d'août 1933, la plupart des prisonniers sont libérés, les autres prisonniers sont toujours dans le camp. En raison des mauvaises conditions de détention, une femme enceinte tombe malade, elle est transférée à l'hôpital, elle meurt le 10 juillet 1933. 